# Władimir Tkaczow (ur. 1995)
Władimir Eduardowicz Tkaczow, ros. Владимир Эдуардович Ткачёв (ur. 5 października 1995 w Omsku) – rosyjski hokeista.

## Kariera
- Omskie Jastrieby (2012–2014)
  -  Jastrieby Omsk (2012/2013)
- Awangard Omsk (2013/2014)
- Moncton Wildcats (2013-2014)
- Quebec Remparts (2014-2015)
- SKA Sankt Petersburg (2015/2016)
  -  SKA-Niewa (2015/2016)
  -  SKA-1946 Sankt Petersburg (2015/2016)
- Admirał Władywostok (2016-2017)
- Saławat Jułajew Ufa (2017-2019)
- SKA Sankt Petersburg (2019-2021)
- Los Angeles Kings (2021-2022)
- Awangard Omsk (2022-)

Przez trzy sezony grał w lidze juniorskiej MHL. W KHL Junior Draft w 2012 został wybrany przez macierzysty klub Awangard Omsk. W sezonie KHL (2013/2014) zadebiutował w rozgrywkach KHL. W 2013 został wybrany w drafcie do rozgrywek juniorskich CHL w Kanadzie przez klub Moncton Wildcats z ligi QMJHL. Pod konier roku kalendarzowego 2013 podpisał kontrakt z tym zespołem. W jego barwach dokończył sezon 2013/2014, rozpoczął kolejny 2014/2015, a w grudniu 2014 przeszedł do drużyny Québec Remparts i dokończył sezon 2014/2015. We wrześniu 2015 został zawodnikiem SKA. W sezonie 2015/2016 grał głównie w barwach zespołu farmerskiego w lidze WHL. W lipcu 2016 powrócił do Awangardu, po czym przetransferowany do Admirała Władywostok. W grudniu 2016 przedłużył kontrakt z klubem o dwa lata. Pod koniec grudnia 2017 przeszedł do Saławatu Jułajew Ufa. Na początku czerwca 2019 prawa zawodnicze do niego nabył SKA Sankt Petersburg. W połowie 2019 przeszedł ponownie do SKA i podpisał dwuletni kontrakt. W maju 2020 przedłużył umowę o dwa lata. Zwolniony stamtąd w maju 2021. W tym samym miesiącu ogłoszono jego zaangażowanie przez Los Angeles Kings w NHL. Od czerwca 2020 zawodnik Awangarda.
Uczestniczył w turnieju mistrzostw świata juniorów do lat 18 w 2013.

## Sukcesy
Klubowe
- Puchar Charłamowa – mistrzostwo MHL: 2013 z Omskimi Jastriebami

Indywidualne
- Mistrzostwa świata do lat 18 w hokeju na lodzie mężczyzn 2013/Elita:
  - Drugie miejsce w klasyfikacji strzelców turnieju: 5 goli[15]
  - Trzecie miejsce w klasyfikacji asystentów turnieju: 6 asyst[16]
  - Drugie miejsce w klasyfikacji kanadyjskiej turnieju: 11 punktów[17]
  - Jeden z trzech najlepszych zawodników reprezentacji w turnieju[18]
- KHL (2016/2017):
  - Najlepszy pierwszoroczniak miesiąca – wrzesień 2016[19], grudzień 2016[20]
  - Nagroda dla najlepszego pierwszoroczniaka sezonu KHL im. Aleksieja Czeriepanowa[21][22]
- KHL (2017/2018): Mecz Gwiazd KHL
- KHL (2020/2021):
  - Piąte miejsce w klasyfikacji asystentów w fazie play-off: 7 asyst
- KHL (2022/2023):
  - Drugie miejsce w klasyfikacji strzelcówkanadyjskiej w sezonie zasadniczym: 59 punktów
  - Czwarte miejsce w klasyfikacji asystentów w fazie play-off: 11 asyst
  - Nagroda Najlepsza Trójka dla tercetu najskuteczniejszych strzelców ligi (oraz Corban Knight i Reid Boucher): łącznie 42 gole
- KHL (2023/2024):
  - Drugie miejsce w klasyfikacji asystentów w sezonie zasadniczym: 40 asyst
  - Piąte miejsce w punktacji kanadyjskiej w sezonie zasadniczym: 75 punktów
  - Czwarte miejsce w klasyfikacji asystentów w fazie play-off: 11 asyst
  - Nagroda Najlepsza Trójka dla tercetu najskuteczniejszych strzelców ligi (oraz Ryan Spooner i Reid Boucher): łącznie 66 goli
  - Złoty Kask (przyznawany sześciu zawodnikom wybranym do składu gwiazd sezonu)